# Ferrero Rocher
Ferrero Rocher — круглі шоколадні цукерки, створені італійською фірмою Ferrero, — виробником драже Tic Tac і горіхової пасти Nutella. Цукерки складаються з цілого лісового горіха, укладеного в тонку вафлю, наповнену горіховим кремом, покриту молочним шоколадом і рубаними лісовим та волоським горіхами. Кожна цукерка, упакована в позолочену обгортку, містить 69 кілокалорій.

## Варіанти
- Ferrero Rocher — цілий лісовий горіх, покритий молочним шоколадом, навколишньою начинкою Nutella, і укладеного в горіховий крокуант.
- Raffaello — цілий мигдаль, одягнений в ніжний крем і ув'язнений у кокосову вафлю (а потім — у кокосові пластівці).
- Ferrero Garden (лимон) — як вище, але з лимонним центром і приправою і лимонною крижаною верхівкою.
- Ferrero Garden (лісові ягоди) — як вище, але з полуничним/малиновим центром із приправою і полуничною крижаною верхівкою.
- Ferrero Garden (фісташки) — як вище, але з фісташковим центром і приправою із фісташковою крижаною верхівкою.
- Ferrero Garden (мигдаль) — як вище, але з мигдалевим центром і приправою із фісташковою крижаною верхівкою.
- Ferrero Garden (лісові горіхи) — як вище, але з Nutella — видним центром і приправою із шматками лісового горіха.

Ferrero Rocher завжди має позолочену обгортку, Ferrero Garden завжди має срібну обгортку з ілюстрацією смаку під ім'ям — наприклад, кокоса або полуниці.
Інший варіант, Fernando Ronche, виготовляється в Німеччині й продається тільки в Європі; він стандартний для Ferrero Rocher, незважаючи на те, що упаковується по-різному.